# 파올로 데 첼리에
파올로 데 첼리에(이탈리아어: Paolo De Ceglie, 1984년 3월 18일 ~ )는 이탈리아의 전 축구 선수이다.

## 클럽 경력
데 첼리에는 어린 시절 동경했던 파벨 네드베드를 따라 유벤투스 유소년팀에 입단한다. 그는 유베 소속으로 캄피오나토 나치오날레 프리마베라, 코파 이탈리아 프리마베라 같은 다양한 연령대의 대회에 참가하였다. 그는 2006년에 열린 수페르코파 프리마베라에서 인테르나치오날레에게 헤트트릭을 기록하며 5-1 승리를 이끌었다.
유벤투스가 칼치오폴리 스캔들로 2006-07 시즌에 강등이 되었을때, 데 첼리에는 팀 동료였던 클라우디오 마르키시오, 세바스티안 조빈코와 함께 1군팀으로 승격했다. 그는 2006년 11월 6일에 열린 나폴리와의 경기에서 55분이 지나서 니콜라 레그로탈리에와 교체 출전하며 성인팀 데뷔전을 치렀고, 경기는 1-1 무승부로 마무리 되었다. 그의 성인팀 첫 골은 그의 두 번째 성인팀 경기였던 유벤투스가 레체를 4-1로 격파하던 때에 나왔다. 2007년 6월에 그는 공동 소유 계약을 통해 세리에 A팀 시에나로 임대되었다. 그는 거기서 매경기를 거의 선발로 출전하고 두 골과 몇번의 도움을 기록하는등 성공적인 시간을 보냈다.
데 첼리에는 시에나와의 첫 세리에 A 시즌을 보낸 후인 2008년 6월 9일에 유벤투스가 그의 권리를 다시 사들였다. 유베는 그의 나머지 절반 권리 350만 유로를 2008–09 시즌 기간에 분할로 납부하였다. 그는 특히 12월에 밀란을 4-2로 이긴 경기등에서 몇몇 좋은 활약을 보였다. 그는 부상을 당한 네드베드의 교체 선수로 출전하였고 그것이 즉시 경기에 영향을 주었는데, 밀란의 오른쪽 수비수였던 잔루카 참브로타를 상대로 뛰어난 파울 유도로 얻어낸 프리킥이 아마우리의 골로 연결되며 유벤투스의 3–1 리드를 만들었다. 같은 달에 그는 2013년까지 계약을 연장하였다. 2009년 여름에 그는 이적 목록에 올랐다는 루머에 휩싸이기도 하였지만, 그가 토리노를 떠나고 싶지않다고 했기에 구체화되지는 않았다. 그는 치로 페라라 감독 시절 단역 선수에는 불가하였다. 여러 부상 선수들이 속출하자, 신임 감독 알베르토 차케로니는 2009–10 시즌 후반기에 그를 선발 출전 선수로서 더 많이 기용하였다. 그는 자케로니의 실험적인 3-5-2 포메이션에서 좌측 윙어 역을 맡아 훌륭한 활약을 보였다. 2월에는 아약스와 유로파 16강 16차전에서 아마우리의 동점골을 만들어냈고 경기는 유벤투스 2-1로 끝이 났다(2차전에서는 0-0 무승부). 그는 4월 25일에 바리를 3-0으로 이긴 경기에서 유베에서의 50번째 출장 경기를 치렀다.
데 첼리에는 2010–11 시즌에 부임한 루이지 델네리 감독하에서 선발 출전을 기대할 수 없었다. 하지만 그는 기회를 잡았고 자신의 위치에 정당한 활약을 보이며 선발 라인업에 포함될 자격을 얻었다. 불행하게도 그의 시즌은 10월에 수술을 받아야하는 인대 부상으로 멈추고 말았다. 그는 시즌 마지막 경기였던 나폴리와의 경기에서 후반에 교체로 출전하며 복귀를 하였다.
안토니오 콘테가 감독으로 부임하고, 데 첼리에는 등번호 11번을 배정 받았고 파르마와의 2011–12 시즌 개막 경기에서 왼쪽 풀백으로 선발로 출전했다. 1년간의 그의 첫 주전 자리 경쟁에서 프리마베라 시절 그의 팀 동료였던 세바스티안 조빈코에게 파울을 범하여 페널티킥을 내줌과 동시에 레드 카드를 받았다. 거기다 조르조 키엘리니, 안드레아 바르찰리, 레오나르도 보누치, 슈테판 리히트슈타이너가 4백 수비수로 확정됨에 따라 벤치로 밀려나고 말았다. 그는 보누치가 징계로 인해 결장하던 노바라와의 코파 이탈리아 경기에서 키엘리니와 라인을 이루며 선발 라인업으로 복귀하였고, 경기 시작후 4분만에 시모네 페페의 골을 만들어냈다.
이후에 일부 좋은 모습을 보인 그는 재계약 제의를 받았고 몇주 후에 5년 재계약을 맺었다.

## 국가대표팀 경력
그는 2006년 12월 12일에 열린 룩셈부르크와의 경기에서 62분에 아르투로 루폴리와 교체 출전하며 이탈리아 U-21 데뷔전을 치렀다. U-21 대표팀 데뷔 이후로, 데 첼리에는 처음에는 왼쪽 풀백으로서 아주리의 주전 선수로 뛰었다.
데 첼리에는 2008년 툴롱 토너먼트에 소집되었지만, 부상 때문에 집으로 복귀하였다. 그는 2008년 하계 올림픽에서는 주전 선수였다. 2009년 여름, 그는 스웨덴에서 개최된 2009년 UEFA U-21 축구 선수권 대회에 소집되었고, 왼쪽 풀백 자리를 선호하던 도메니코 크리시토를 대신하여 왼쪽 윙어로 출전하였다. 그는 벨라루스와의 마지막 조별 예선전에서 부상을 당하면서 독일에게 패한 준결승전을 출전하지 못했다.

## 수상 경력
- 1 캄피오나토 프리마베라: 2005–06[15]
- 1 수페르 코파 프리마베라: 2006[3]
- 1 토르네오 디 비아레조: 2004–05

유벤투스
- 세리에 A (4): (4) 2011–12, 2012–13, 2014-15
- 세리에 A 준우승: 2008–09
- 세리에 B (1): 2006–07
- 수페르코파 이탈리아나 (2): 2012, 2013
- 코파 이탈리아 (2): 2014, 2015